# 杨凤玲 (监利人)
杨凤玲（1952年—）女，湖北省监利市福田寺镇薛庙村人，中华人民共和国农民、拥军模范，第八届全国人大代表、中共十五大代表，后为监利县民政局干部。

## 生平
杨凤玲是湖北省监利县福田寺镇薛庙村的一位农家妇女，靠养殖致富。当时丈夫在镇里工作，三个儿子在读书，杨凤玲一个人养殖200头猪、100只鹅、200只鸭。1990年秋，正值杨凤玲养猪兴旺时期，养猪场正缺乏劳动力，她的长子文庆典高中毕业了。文庆典毕业不到三个月，征兵工作开始。杨凤玲支持儿子文庆典报名应征入伍。1996年，杨凤玲又将次子文双红送入部队。在杨凤玲鼓励下，长子文庆典加入中国共产党，当上中队文书，两年后考入武警西安技术学院，后任湖北武警八支队警通中队副中队长（中尉）；次子文双红于1998年考入广州梅园电子工程学院。作为军属，杨凤玲还积极帮助同村的军属解决家庭困难，共同脱贫致富。十多年间，杨凤玲共拿出11万元人民币扶贫帮困，受她直接帮助的军属户、退伍军人家庭387户。
1994年12月15日，杨凤玲牵头成立了中国农村首个由军人家属组成的互帮互助团体“军属互助会”，杨凤玲任会长。此后杨凤玲又先后牵头成立了拥军织造厂、孵化厂。1996年至1999年，监利县不断遭受特大洪灾，杨凤玲带头为参加抗洪抢险的中国人民解放军、武警部队战士捐款捐物。杨凤玲的拥军事迹受到中共中央、中央军委领导的赞扬，她也受到胡锦涛、江泽民、朱镕基、李鹏等党和国家领导人的接见。1996年，中共湖北省委、湖北省人民政府、中国人民解放军湖北省军区联合作出决定，授予杨凤玲“爱国拥军模范”称号。杨凤玲先后被评为全国十大拥军模范、全国三八红旗手、全国劳动模范、全国学雷锋先进个人，她还是第八届全国人大代表、中共十五大代表。卸任第八届全国人大代表后，被监利县安排担任监利县民政局干部。